# Horton (Berkshire)
Pour les articles homonymes, voir Horton.
Horton est un village et une paroisse civile dans le Berkshire, en Angleterre. Il est situé entre Windsor et Staines-upon-Thames.

## Histoire et étymologie
Le nom du village est commun en Angleterre. Il dérive de deux mots du vieil anglais, de horu et de dirt ou  tun , « règlement, ferme, propriété », signifiant probablement « ferme sur sol boueux ». Dans le Domesday Book de 1086, il est enregistré comme  Hortune,. Horton Manor correspondait à un peu moins de 500 hectares, il était la propriété de Walter son of Other.

## Géographie
Horton a été transféré du Buckinghamshire au Berkshire en 1974. La Colne qui collecte auparavant les eaux de la Colne Brook s'y déverse dans la Tamise. La gare Wraysbury dessert son extrémité sud et la gare Sunnymeads son extrémité ouest.

## Église paroissiale

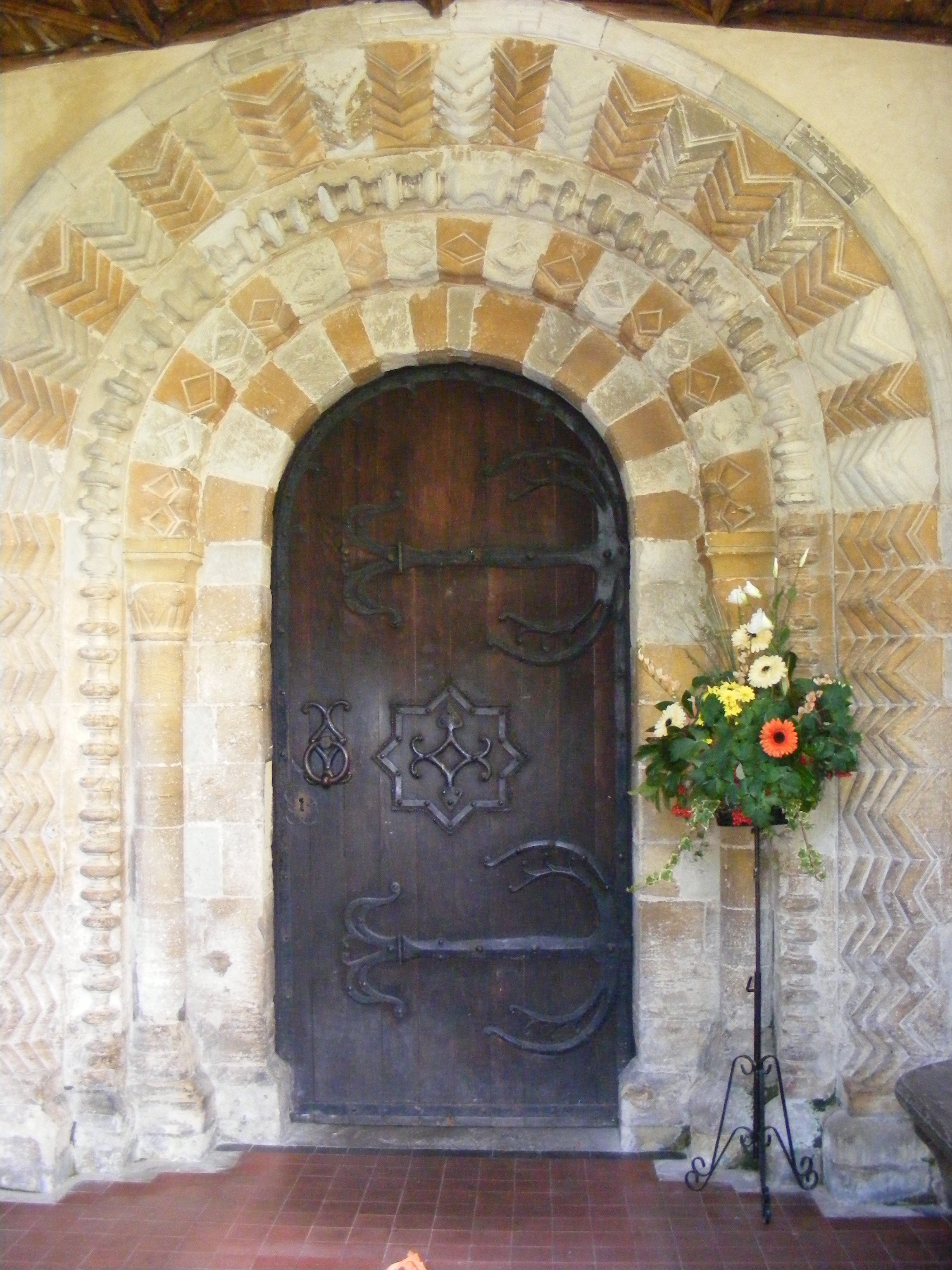
Porte romane nord de l'église paroissiale St Michael.

L'église St Michael possède une nef du XIIe siècle avec une voûte fleurie romane au-dessus de la porte nord, dans le porche. Le transept nord est du XVe siècle et le clocher carré est de la fin du XVIe siècle. La nef, le chœur et la sacristie ont été reconstruits en 1875-76,. L'extérieur de l'église est en damier de brique, de calcaire et de silex.
La tour est carrée fait environ 25 m de hauteur,. Elle est équipée d'une horloge et de six cloches.

## Politique
Le village est représenté par neuf conseillers du conseil de paroisse à Horton.
L'arrondissement de la ville fait partie de la circonscription électorale de Horton et Wraysbury. Il est actuellement représenté par deux conseillers, John Lenton et Colin Rayner du Parti conservateur, dans la circonscription de Windsor et Maidenhead. Le conseiller Rayner est présent à la fois au conseil de paroisse de Horton et au conseil royal Borough de Windsor et Maidenhead.

## Personnalités

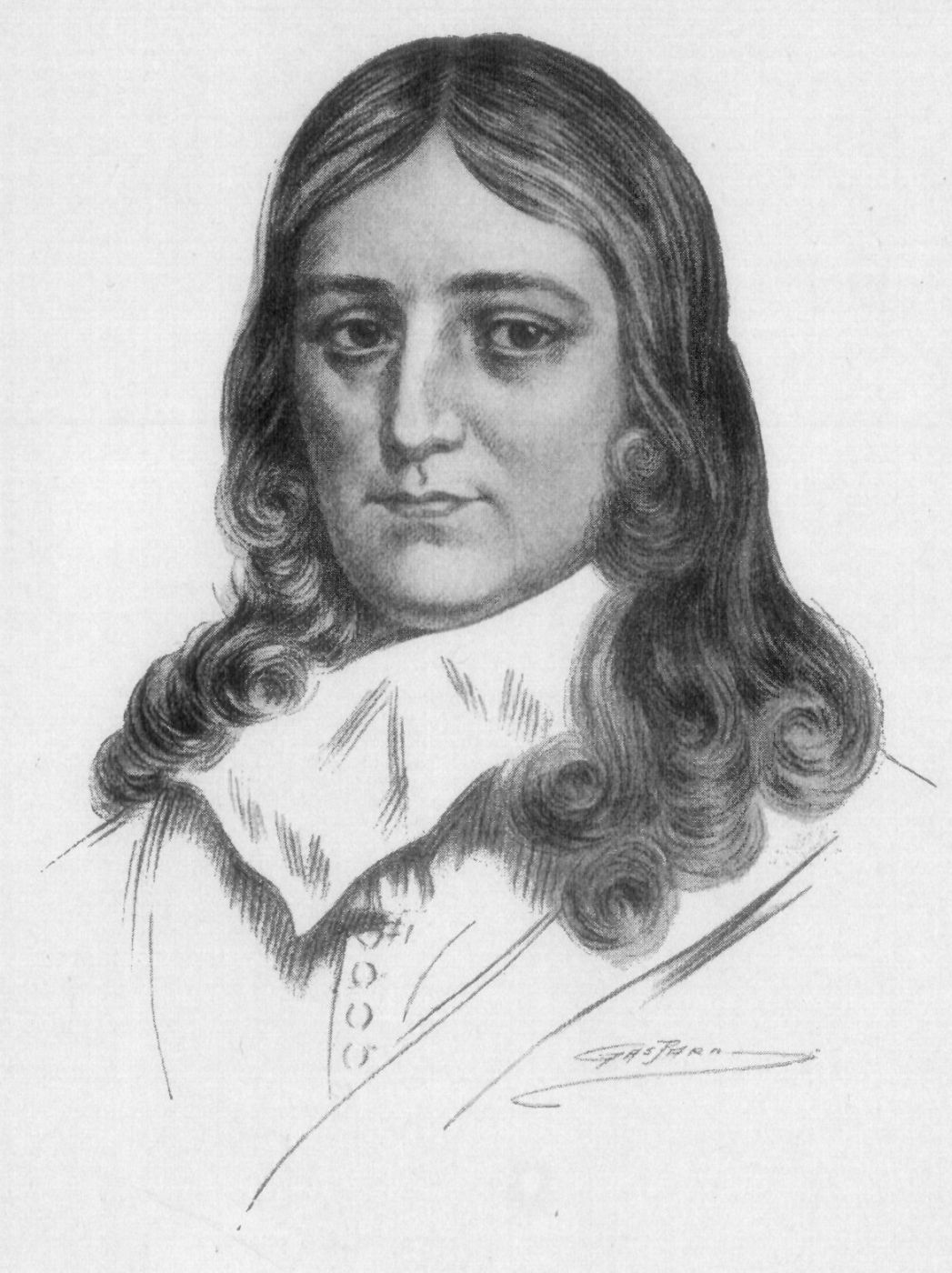
John Milton (1608-1674) a écrit plusieurs de ses poèmes, y compris Il Penseroso et L'Allegro à Horton.

John Milton le poète anglais est l'un des plus célèbres anciens résidents de Horton,,. Sa famille a loué  Berkyn Manor , une maison qui appartenait à John Egerton, 1er comte de Bridgewater, Sir John Egerton, dans la paroisse entre 1632 et 1640. L'église paroissiale de St Michael contient la tombe de la mère de Milton, Sara. Un vitrail du XIXe siècle sur l'église commémore le poème de Milton : Paradise Lost.
 Berkyn Manor  a été reconstruit en 1848 par le réputé Edward Tyrrell (Historien de la Ville de Londres), sur le site de la maison de Milton.